# Bönigen
Bönigen je obec v kantonu Bern, okrese Interlaken-Oberhasli. Žije zde  obyvatel.

## Geografie

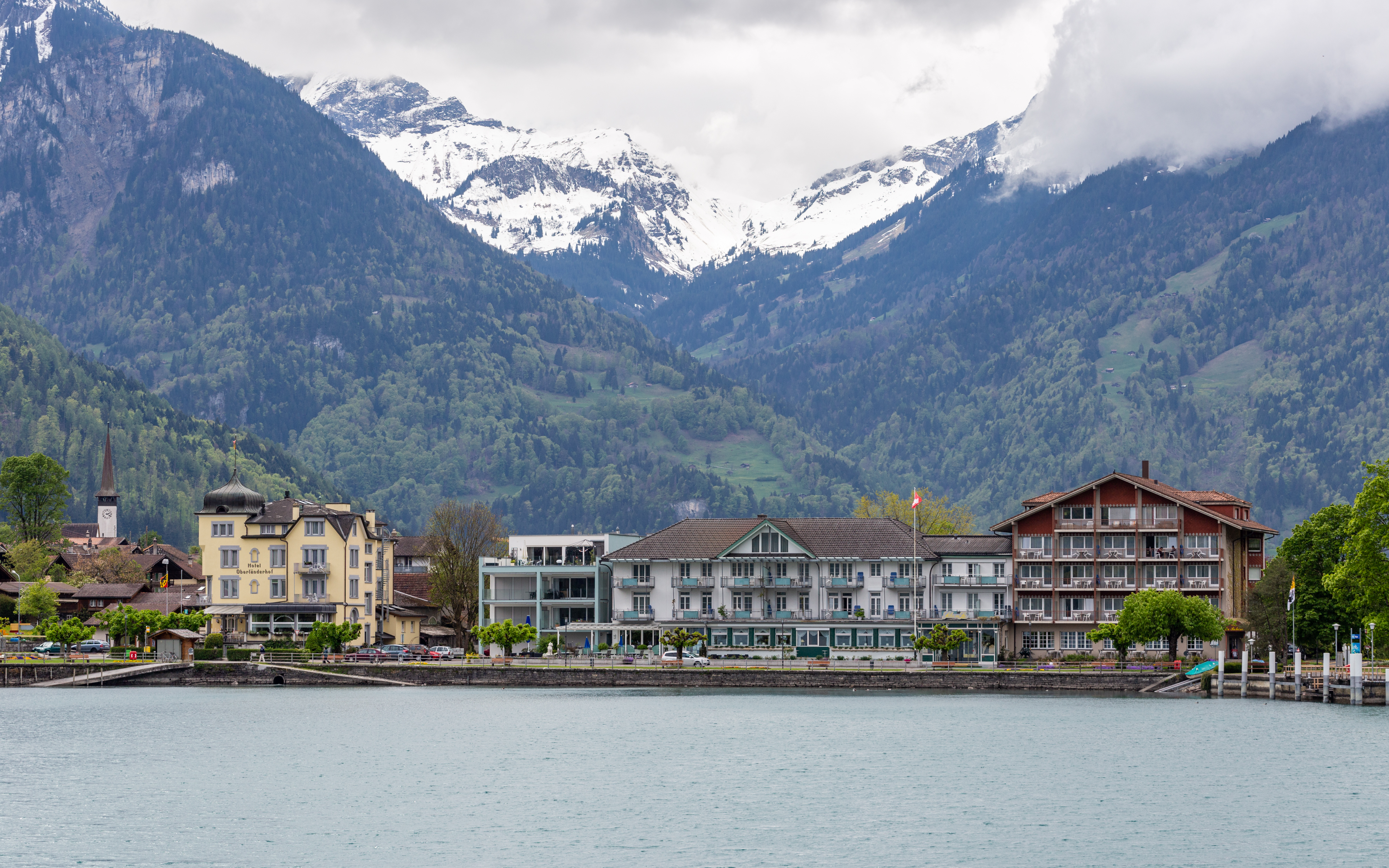
Bönigen při pohledu od Brienzského jezera

Bönigen se nachází v pohoří Berner Oberland na jižním břehu Brienzského jezera. Sousední obce ve směru hodinových ručiček od severu jsou Iseltwald, Gündlischwand, Gsteigwiler, Matten bei Interlaken, Wilderswil a Interlaken.
Plochá náplavová rovina mezi Brienzským a Thunským jezerem, na níž obec leží, je nazývána Bödeli.
Vlastní centrum obce se nachází na severozápadní hranici obce podél řeky Lütschine k jezeru a téměř splývá s Interlakenem. Rozlohou největší část obce tvoří strmé horské svahy, na jejichž vrcholu se tyčí Loucherhorn (2230 m n. m.), Roteflue (2296 m n. m.) a náhorní plošina Schynige Platte.

## Historie

Letecký pohled (1925)

Na cestě do Iseltwaldu byla objevena vápenná pec. Nejstarší vesnický komplex byl postaven na suťovém kuželu Hauetenbachu, který byl bezpečný před povodněmi. Po přehrazení řeky Lütschine v 18. století a snížení hladiny jezera kolem roku 1860 následovalo na silnici do Interlakenu a v okolí rozrůstání obce. První zmínka o obci pochází z roku 1261 pod názvem villa Boningen. Bönigen byl císařským lénem baronů z Eschenbachu, kteří jej v letech 1261 a 1275 spolu s Iseltenalpem a Künzlenalpem darovali klášteru Interlaken. Vesnice se účastnila všech povstání v oblasti Berner Oberland; v roce 1330 zde byli ve válce o weissenburské panství poraženi obyvatelé Oberhasli. Bönigen se účastnil neúspěšného povstání proti klášteru Interlaken v roce 1349 a odporu proti reformaci v roce 1528. Po sekularizaci kláštera v roce 1528 se Bönigen stal součástí panství Interlaken pod nadvládou Bernu. Po roce 1528 byla zbořena kaple ve čtvrti Chappeli. Bönigen patří do farnosti Gsteig-Interlaken; kostel postavený v roce 1957 je centrem farnosti Bönigen-Iseltwald. V letech 1814 a 1836 obyvatelé Bönigenu sympatizovali s prozatímním kantonem Oberland. V letech 1803–1830 patřil Bönigen ke správnímu obvodu a v letech 1831–2009 k okresu Interlaken.

## Obyvatelstvo
| Vývoj počtu obyvatel | Vývoj počtu obyvatel | Vývoj počtu obyvatel | Vývoj počtu obyvatel | Vývoj počtu obyvatel | Vývoj počtu obyvatel | Vývoj počtu obyvatel | Vývoj počtu obyvatel | Vývoj počtu obyvatel | Vývoj počtu obyvatel | Vývoj počtu obyvatel | Vývoj počtu obyvatel | Vývoj počtu obyvatel | Vývoj počtu obyvatel | Vývoj počtu obyvatel | Vývoj počtu obyvatel |
| -------------------- | -------------------- | -------------------- | -------------------- | -------------------- | -------------------- | -------------------- | -------------------- | -------------------- | -------------------- | -------------------- | -------------------- | -------------------- | -------------------- | -------------------- | -------------------- |
| Rok                  | 1764                 | 1850                 | 1880                 | 1900                 | 1930                 | 1950                 | 1960                 | 1970                 | 1980                 | 1990                 | 2000                 | 2010                 | 2020                 | 2023                 |                      |
| Počet obyvatel       | 346                  | 1263                 | 1519                 | 1515                 | 1547                 | 1734                 | 1833                 | 1738                 | 1835                 | 2041                 | 2182                 | 2436                 | 2556                 | 2655                 |                      |

## Hospodářství
Vedle chovu dobytka v údolí a na salaších se třemi horskými družstvy na Künzlenalpu se v 90. letech 20. století rozvíjelo tesařství (dřevařství). Po výstavbě Lütschinského kanálu v roce 1835 se prosadila řemesla, jako je řezbářství, kde kolem roku 1900 pracovalo asi 100 řezbářů. Díky hotelovým budovám (z roku 1829) a přístavišti (1907) se Bönigen vyvinul také v letovisko s lázněmi na jezeře. Turistický ruch podpořila také železnice Bödelibahn, která začala jezdit na trati Därligen–Bönigen v roce 1874 (zrušena 1969), a autobus do Interlakenu (před rokem 1906).

## Doprava
Dálnice A8 vede přes obec podél břehů Brienzského jezera. V letech 1874–1969 byl Bönigen obsluhován 2,2 km dlouhou normálněrozchodnou železniční tratí z Interlakenu (součást dráhy Bödelibahn), která je od té doby využívána pouze jako vlečka do dílen společnosti BLS AG v Bönigenu.
Obec nemá železniční spojení, nejbližší stanice se nachází v Interlakenu. Do Interlakenu jezdí autobusová linka, kterou provozuje společnost Postauto.